# Syndiniophyceae
Classe
Les Syndiniophyceae sont une classe de protistes de l’embranchement des Dinophyta.

## Liste des ordres
Selon BioLib (12 août 2017) :
- ordre des Syndiniales Loeblich III,1976